# Bunkeranlage Kurfürst
Die Bunkeranlage Kurfürst oder Bunker Großer Kurfürst war das Hauptquartier des Oberkommandos der Luftwaffe in der heutigen Gemeinde Schwielowsee bei Potsdam. Sie ist auch heute noch in militärischer Nutzung.

## Lage
Die Anlage befindet sich ca. 30 m unter dem ca. 82 m hohen Großen Entenfängerberg in Potsdam – Ortsteil Wildpark-Werder. Das Gelände befindet sich im militärischen Sperrgebiet der Henning-von-Tresckow-Kaserne. 

## Geschichte
In den 1930er Jahren wurden die ersten Tunnel auf dem Gelände der Fliegerschule Hermann Göring vorangetrieben. Die gesamte Anlage wurde von Ernst Sagebiel entworfen und wurde von den Alliierten nach dem Krieg nicht gesprengt. Von 1943 bis 1945 war der Sarg Friedrich Wilhelm I.  aus der Potsdamer Garnisonkirche in die Bunkeranlage verlegt worden.
Bis in die 1960er Jahre stand sie leer. Die Gruppe der Sowjetischen Streitkräfte in Deutschland bezog die Bunkeranlage, baute sie aus (ABC Anlage, Funkanlage) und übergab sie der NVA. Diese übergab sie nach der Wiedervereinigung der Bundeswehr.